# Feliceni (gmina)
Feliceni – gmina w Rumunii, w okręgu Harghita. Obejmuje miejscowości Alexandrița, Arvățeni, Cireșeni, Feliceni, Forțeni, Hoghia, Oțeni, Polonița, Tăureni, Teleac i Văleni. W 2011 roku liczyła 3297 mieszkańców.